# シリアのキリスト教

シリアの諸教会の分岐略図

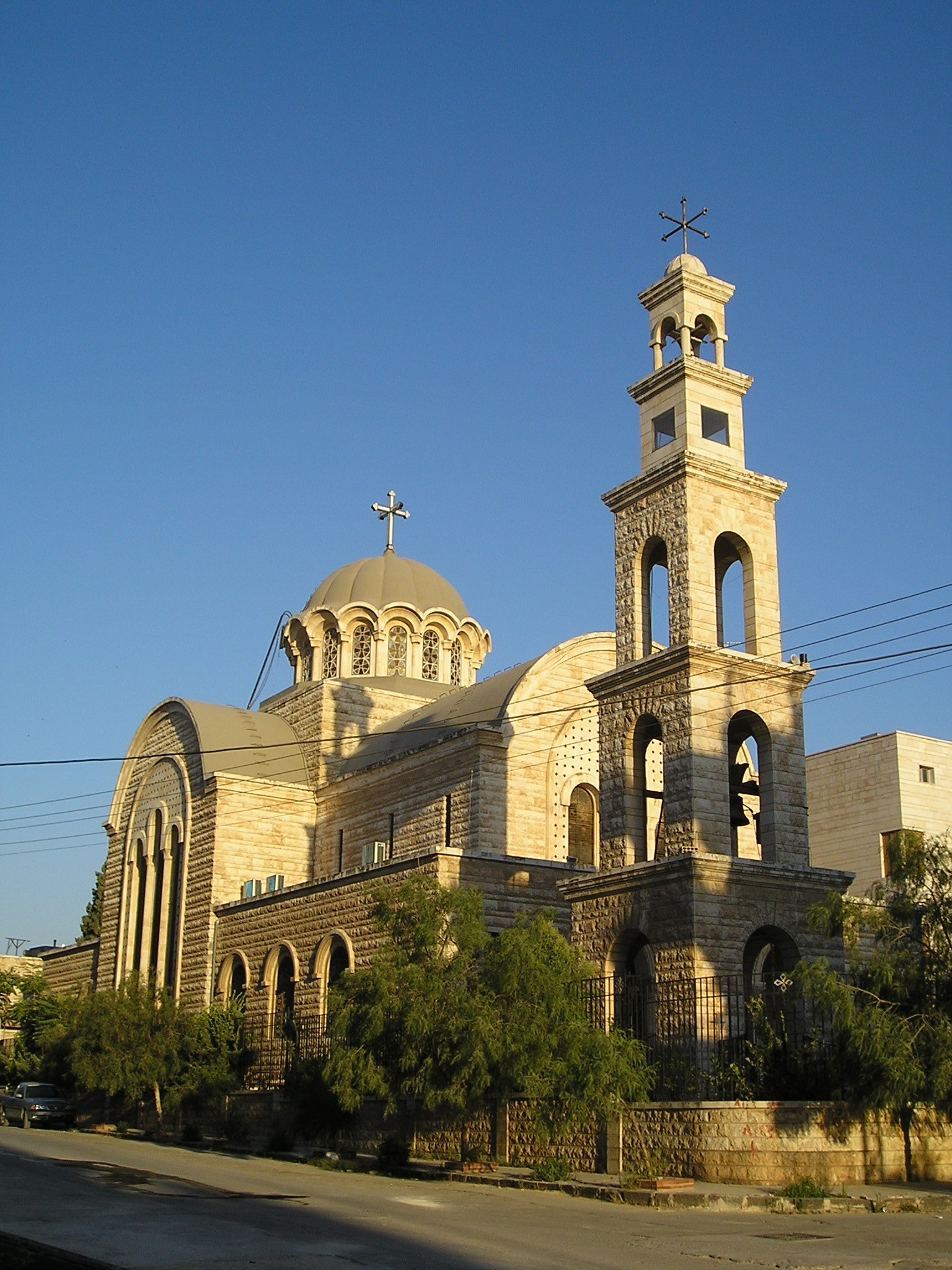
シリアのハマーにあるギリシャ正教の教会

シリアのキリスト教徒は人口のおよそ10%となっている。最大のキリスト教派はアンティオキア総主教庁であり、メルキト・ギリシャ典礼カトリック教会がこれに迫り、シリア正教会が第三の教派である。プロテスタントの少数派も存在する。アレッポにはシリア国内で最も多くのキリスト教徒が暮らしていると信じられている。
憲法が制定された際の国民による要求の結果、シリアの大統領はムスリムでなければならないと定められた。しかしながら、シリアは国教を定めず、公式には一つの宗教を他宗教より重視する事を好まない。

## シリアでのキリスト教徒の立場

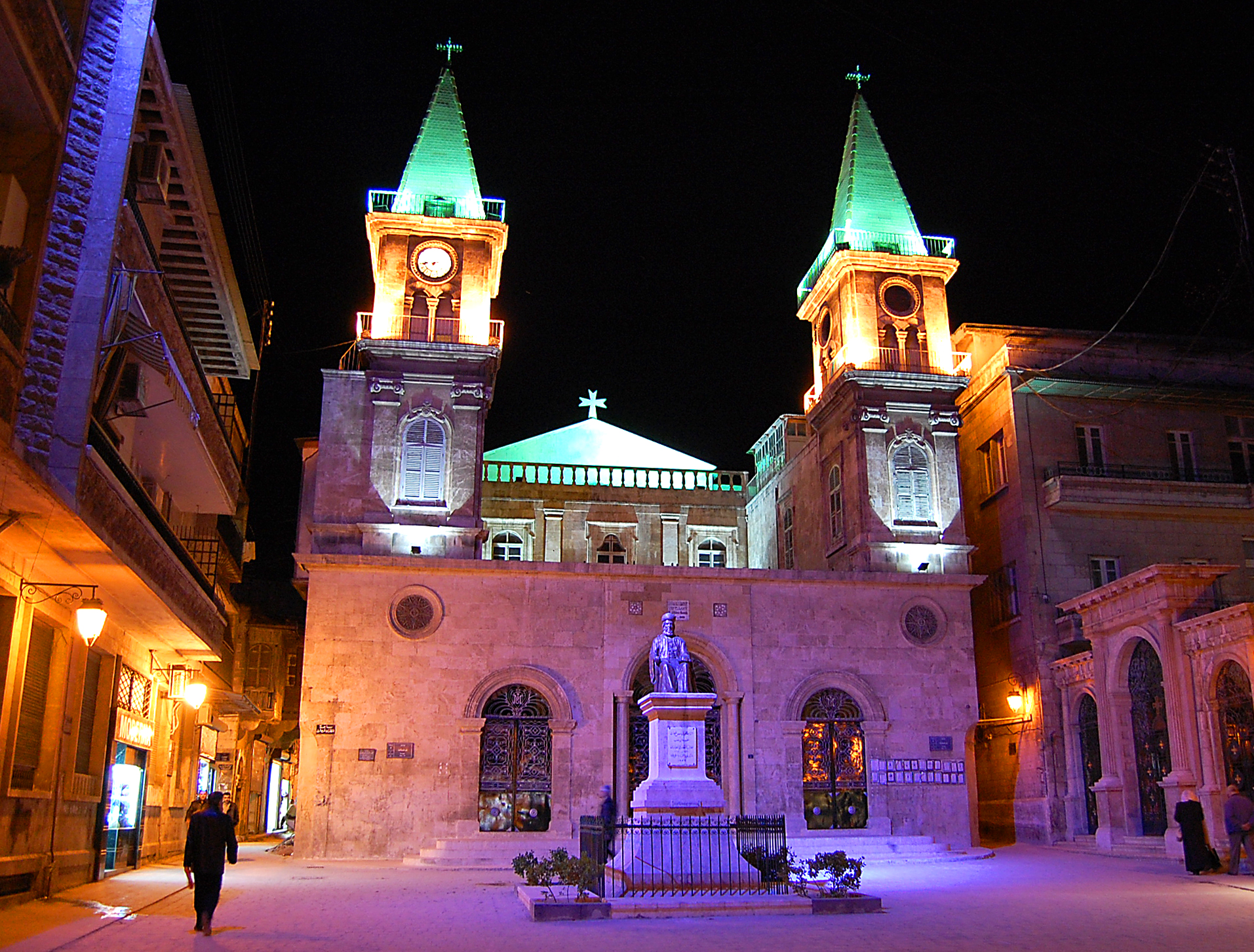
アレッポにある聖エリアス・マロン教会

ダマスカスでペトロが宣教していた頃のシリアは、キリスト教を受容した最初の地域の一つであった。世界のどこよりも多くのキリスト教徒がダマスカスにいた。ウマイヤ朝によるシリアやアナトリア半島への軍事的拡張の後は、イスラム教の教えが実践されるようになって多くがムスリムになった。
今日では、ダマスカスには無視できない規模のキリスト教徒がおり、教会は街の至る所にあり、特にバーブ・トゥーマに密集している。ミサは毎週日曜日に行われ、シリアでは日曜日は仕事をする曜日であるにも拘わらず、公務員は日曜日に教会に出席することが許されている。公式なシリアの週末が金曜日と土曜日となっているが、キリスト教徒が寄付して作られた学校は土曜日と日曜日を週末としている。
シリアのアサド政権は世俗主義を掲げており、宗教的少数派は寛容に扱われているため（2012年7月にダマスカスで起きた反政府テロにより死亡したラージハ国防相の様に政府や軍、バアス党の高官の中にもキリスト教徒が存在する）、2011年5月、国際キリスト教人権監視団体はシリアのキリスト教徒は反政府運動を政府そのものより恐れていると指摘しており、その懸念通り、アルカーイダ系反政府勢力のアル＝ヌスラ戦線や過激派組織ISILが政府軍を放逐したイドリブ県やラッカ県などでは改宗や人頭税（ジズヤ）が課されたり、場合によっては処刑される事案も発生している。

### 統合

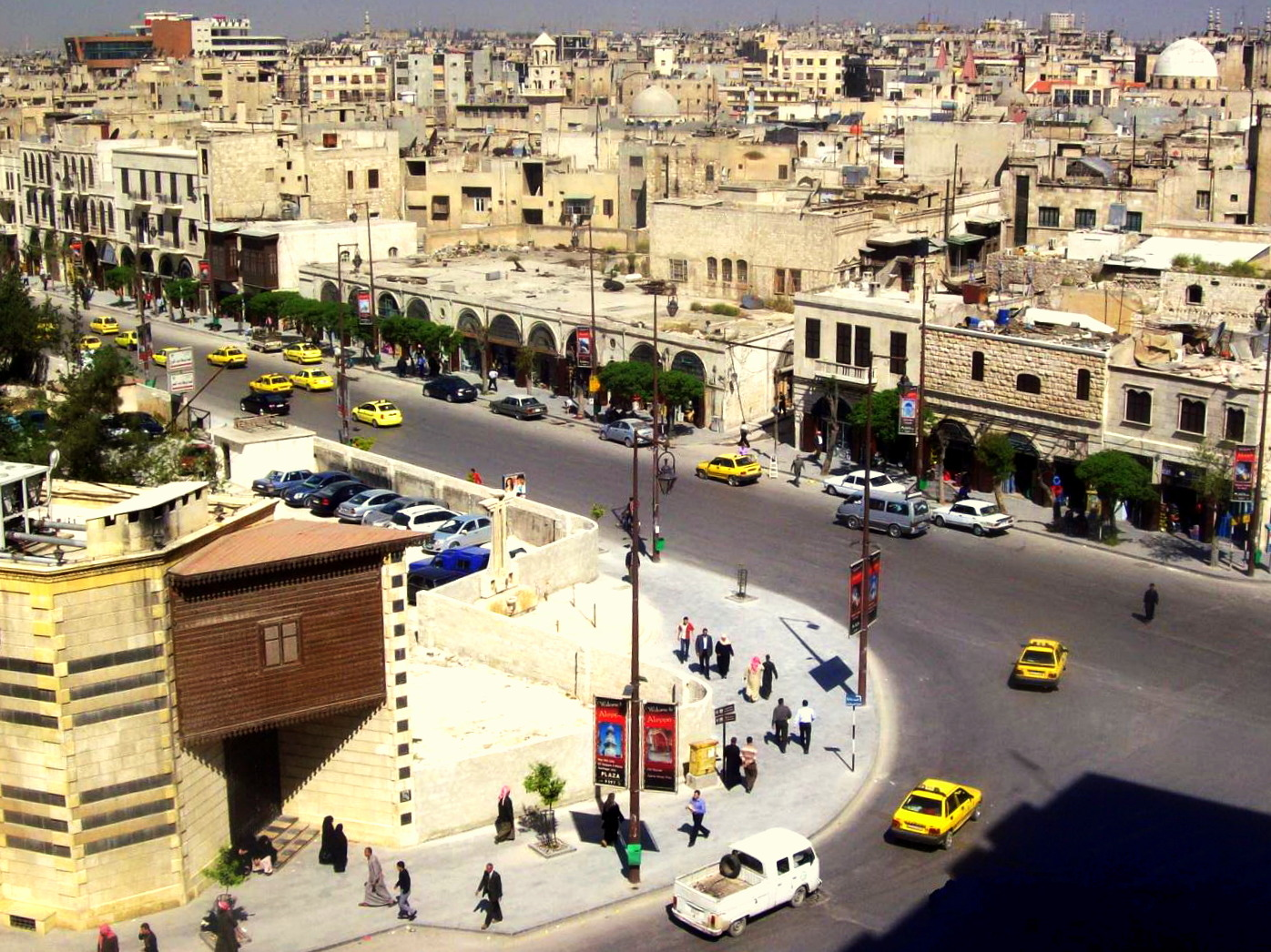
アレッポにあるキリスト教徒の暮らす古い一角

キリスト教徒は、（僅かに残るシリアのユダヤ人と同様に）シリアのあらゆる生活の側面に関わっている。 市場で説教と宣教を行った聖パウロの伝統を受け継ぎ、シリアのキリスト教徒は経済、学問、科学、技術、芸術、そして知的生活、娯楽、そして政治といった分野に積極的にかかわっている。多くのシリアのキリスト教徒は公共部門と民間部門の経営者や責任者を務め、地方公共団体の首長、議員、そして政府の大臣を務めている者もいる。一定数のシリアのキリスト教徒は同様にシリアの軍隊で将校を務めている。彼らはキリスト教徒のみの部隊や旅団を構成するよりイスラム教徒との混成の部隊を望み、何度か行われた20世紀の中東戦争ではイスラエル国防軍を相手にムスリムの同僚と共に戦った。シリアのキリスト教徒は日常の仕事に加えて、シリア内の開発が遅れている地域でボランティア活動も行っている。結果として、シリアのキリスト教徒は基本的に他のシリア人からより大きな共同体にとって価値のある存在として観られている。

### 分裂
シリアのキリスト教徒は聖書の教えに基づいて結婚、離婚や相続といった民事訴訟を扱う独自の裁判所を所有している。他の共同体との協定によって、シリアのキリスト教会はイスラム教には改宗せず、イスラム教からの回心も受け入れない。特筆に値するシリアのキリスト教徒は、年代史家アレッポのパウロ、チェスの選手フィリップ・スタンマ、そしてシリア系アルメニア人の音楽家ジョージ・トゥトゥンジィアンである。

## 起源

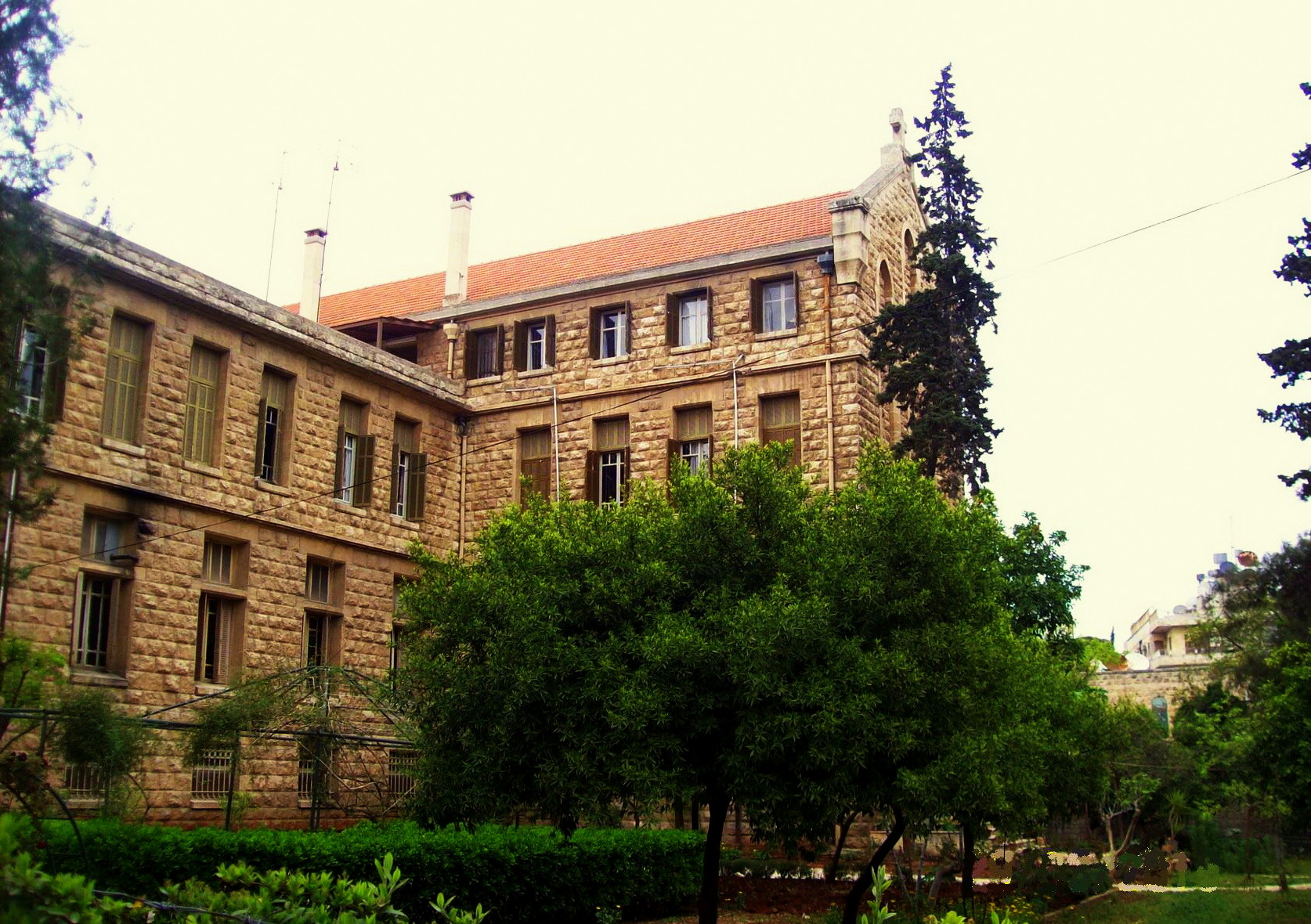
アレッポにあるフランシスコ会聖母マリア宣教会の修道院

シリアでのキリスト教コミュニティは人口の10%を構成しているが、その起源は大きく分けて二つある。一つは、宣教師によって紹介されたカトリック教会とプロテスタントであるが、これら西方の教派の一員となっているシリア人キリスト教徒は少数派にとどまる。もう一つは、圧倒的大多数を占める東方の教派に所属している人々で、キリスト教の最初期からシリアに存在し続けている。主な東方教会の集団は次の通りである。
- 自立（独立）した正教会
- 独立したアッシリア東方教会
  - 過去には西洋の学者は"ネストリウス派"というレッテルを貼っていた。
- 東方典礼カトリック教会
  - ローマ・カトリックとフル・コミュニオン関係にある。

アッシリア東方教会の信者は何人かが正教会信者やカトリックの信者であるが、殆ど民族アッシリア人である。それぞれの教派が分裂したコミュニティを形作っているとしても、キリスト教徒は互いに連携を強化しつつある。
多くのセクトをもたらした分裂は、政治的かつ教義上の不一致から発生した。問題になっている最も一般的な教義はキリストの本性であった。431年には、彼らのキリストの人間としての性質と神という性質の二重の本性に関する信念、つまり彼は二つの別個であるが分離不可能な"クノーマ"（ܩܢܘܡܐ意味の上では近いが、位格とは直ちに一致しない）という本性の為に、ネストリウス派が主流派教会から分離した。従って、ネストリウス派の信念では、聖母マリアは神の母ではなく、イエスという人間の母親に過ぎなかった。カルケドン公会議は451年にキリスト教の主流派を代表して、一つの人格に二つの本性を有していると確認した。従ってマリアは一人の人の母親であるが、神秘的であり同時に人間と神の双方の母親である。合性論はロゴスが彼の一つの本性として人性という事実を採用したと教えた。彼らは現在のシリア正教会やアルメニア正教の先駆者だった。
13世紀までには、分裂は東方或いはギリシア式典礼のキリスト教と、西方或いはラテン式典礼のキリスト教に発展していた。しかしながら、その後の数世紀、特に十字軍の時代には、東方教会の一部は教皇の権威を公言し、そしてカトリック教会に加入若しくは再容認した。今日彼らは東方典礼カトリック教会と呼ばれ、特有の言語、教会法と儀式を維持している。

### ギリシア正教会
シリアでの最大の教派は、五世紀から六世紀のキリスト教分裂の後にコンスタンティノープルに忠誠を誓い続けた、かつてメルキト教会と呼ばれていた、ギリシア正教である（"メレック" = 王とはアラマイ語でビザンティン皇帝を指し示す呼称である）。"ギリシア"という呼称は彼らが使う典礼を示しており、時々教会員の祖先や民族を言い表す際に使われるが、全ての教会員がギリシア人の祖先を持っている訳ではない。事実、「ルーム」というアラビア語（「ローマ」を意味する）はビザンティン人、若しくは東ローマ人という意味で使われ、この用語は原則的にギリシア典礼やシリアでのギリシア正教を指し示す為に使われる。アラビア語は今では主要な典礼の言語となっている。

### シリア正教会
シリア正教会或いはヤコブ派教会は、シリア語で儀式を行う。カルケドン論争を経てビザンティン帝国が支持する教会（東方正教会）から分かたれた。

### アルメニア教会
アルメニア教会は二番目に大きい東方正教会の集団である。この教会はアルメニア語で典礼を行い、その教義は合性論（単性論とは異なる。単性論とはカルケドン派のカトリックや正教会によって使用されている、若しくは使用されていた間違った用語）である。

### 東方典礼カトリック教会
東方典礼カトリック教会（彼らがローマと連合している事から"ユニア"として知られているが、彼ら自身はこの呼称を軽蔑的であるとして拒否している）の中で、最も古いのはマロン派（マロン典礼カトリック教会）であり、この教派は少なくとも20世紀からローマと結び付いている。それ以前の彼らの立場は不明であるが、マロン派教会が常にローマと結び付いていたと主張する中で、本来は1215年まで単意論の異端に繋がっていたと主張する者もいる。典礼はシリア語で行われる。
アンティオキア総大司教は1054年のローマとコンスタンティノープル双方による破門を決して承認しなかった。それゆえ規範的には、双方と連合し続けていることになっていた。物議を醸した1724年の総大司教選挙の後に二つの集団に別れ、一つはローマに、もう一つはコンスタンティノープルの傘下に入った。今日"メルキト教会"という用語はギリシア系カトリックの間でのみ使用される。ギリシア正教の様に、メルキト・ギリシャ典礼カトリック教会はギリシア語とアラビア語を使用する。教会員は完全に民族アラブ人である。

## 統計
シリアのキリスト教徒の統計と教派ごとの分布に関して、多くの矛盾する推定が時折見られた。以下の表は、最低数から最高数まで、シリアにおけるキリスト教諸教派ごとの分布の統計の「推定」を表している。 
| 教派                         | 1956年の数 | 2000年の数  |
| ---------------------------- | ---------- | ----------- |
| アンティオキア総主教庁       | 181,750人  | 545,250人   |
| アルメニア正教会             | 114,041人  | 342,123人   |
| メルキト・カトリック教会     | 60,124人   | 180,372人   |
| シリア正教会                 | 55,343人   | 166,029人   |
| シリア典礼カトリック教会     | 20,716人   | 62,148人    |
| アルメニア典礼カトリック教会 | 20,637人   | 61,911人    |
| マロン典礼カトリック教会     | 19,291人   | 57,873人    |
| プロテスタント               | 12,535人   | 37,605人    |
| アッシリア東方教会           | 11,760人   | 35,280人    |
| ラテン・エルサレム総大司教   | 7,079人    | 21,237人    |
| カルデア典礼カトリック教会   | 5,723人    | 17,169人    |
| 合計                         |            | 1,526,997人 |

## キリスト教徒とイスラム教徒
シリアでは、キリスト教徒とイスラム教徒との間に幾つかの社会的相違がある。歴史を通じて、シリアのキリスト教徒はイスラム教徒よりも都市化しており、その多くはアレッポ、ハマー、或いはラタキアの中や周囲に暮らしており、そして比較的収入の低い集団に属している。 比例してイスラム教徒よりもキリスト教徒の方が初等教育に於いて高い水準にあり、そして彼らの多くがホワイトカラーの職業や専門職に就いている。

## キリスト教徒の領域

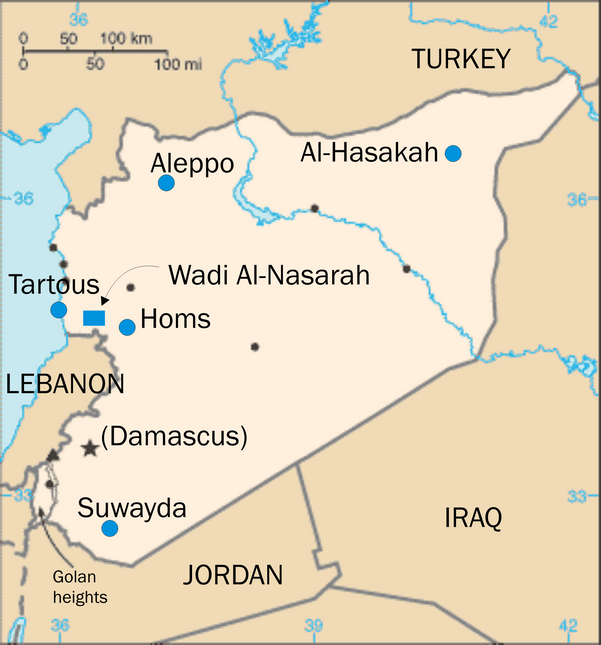
シリアでキリスト教徒の多い都市を示している地図

キリスト教徒はシリア中に広まっており、幾つかの県では多数派となっている。重要な地域は次の通りである。
- アレッポ県
  - アレッポ：ここにはアルメニア人が最も多く暮らしている。
- ダマスカス県
  - ダマスカス：かなり大きなキリスト教徒の共同体がある。
- ダマスカス郊外県
  - マアルーラ：人口の殆どをメルキト派が占める町。
  - セイドナヤ
- ホムス県
  - ホムス：同国内で第二のキリスト教徒人口を抱えている都市。
  - ワディ・アル・ナサラ：クリスチャンの渓谷と呼ばれ多くのキリスト教徒が住む。県西部に所在しており、人気のある観光地クラック・デ・シュヴァリエの近くである。
- ハサカ県：ここには少数民族アッシリア人の大多数が暮らしている。
  - カーミシュリー
  - ハサカ
- ハマー県
  - ムハルダ
  - スカイラビーヤ
  - カフルバフム
- ダルアー県
  - イズラ
  - ハバブ
- デリゾール県
  - デリゾール：アルメニア人が多く暮らしている。
- タルトゥース
- ラタキア
- スワイダー